# Toyota Venza
Toyota Venza — 5-місний кросовер, вироблений фірмою Toyota для північноамериканського ринку. Позиціонується як автомобіль для молодих сімей, котрі ведуть активний спосіб життя.

## Перше покоління (2008—2017)

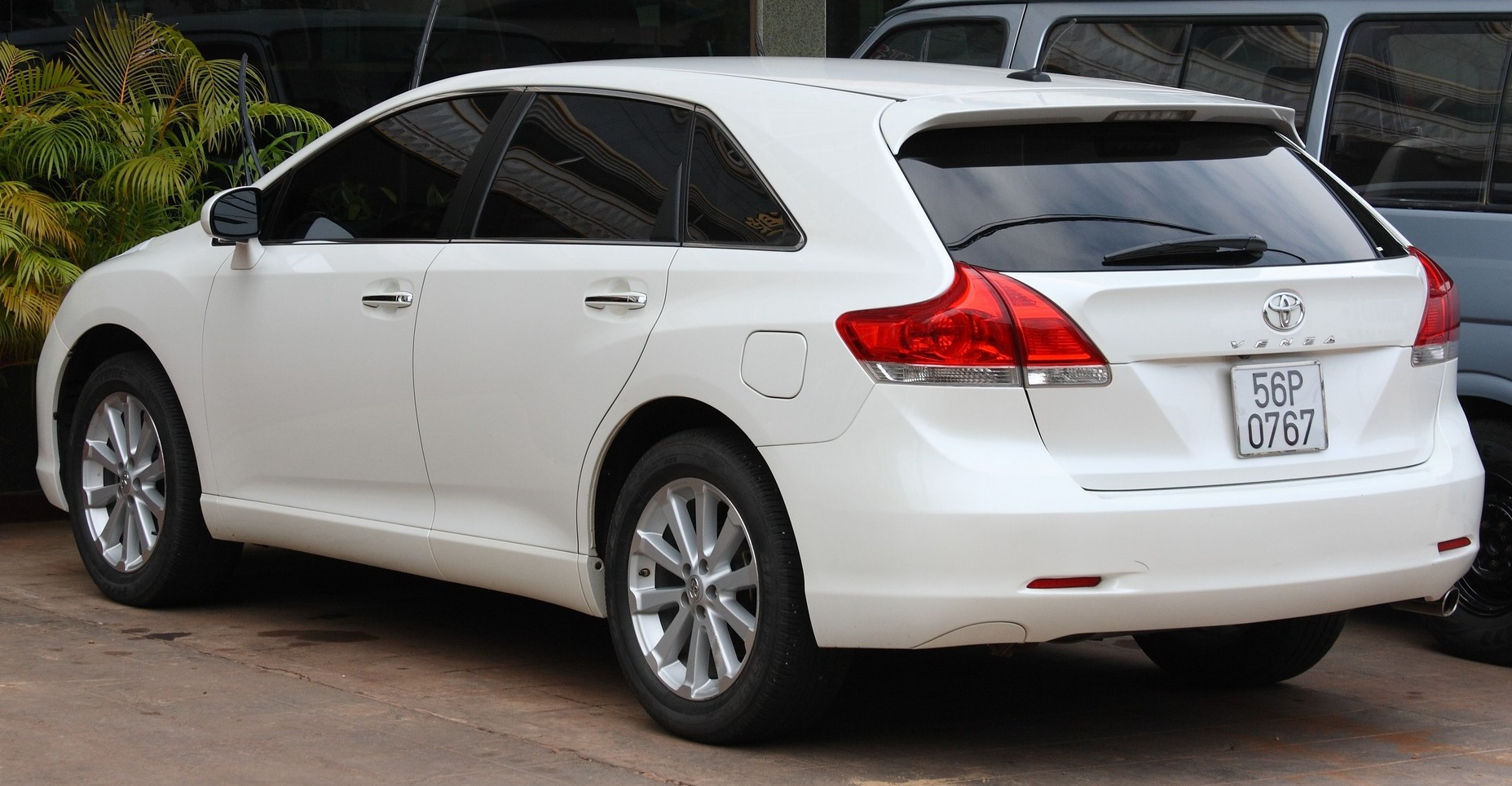
Toyota Venza (2008—2012)

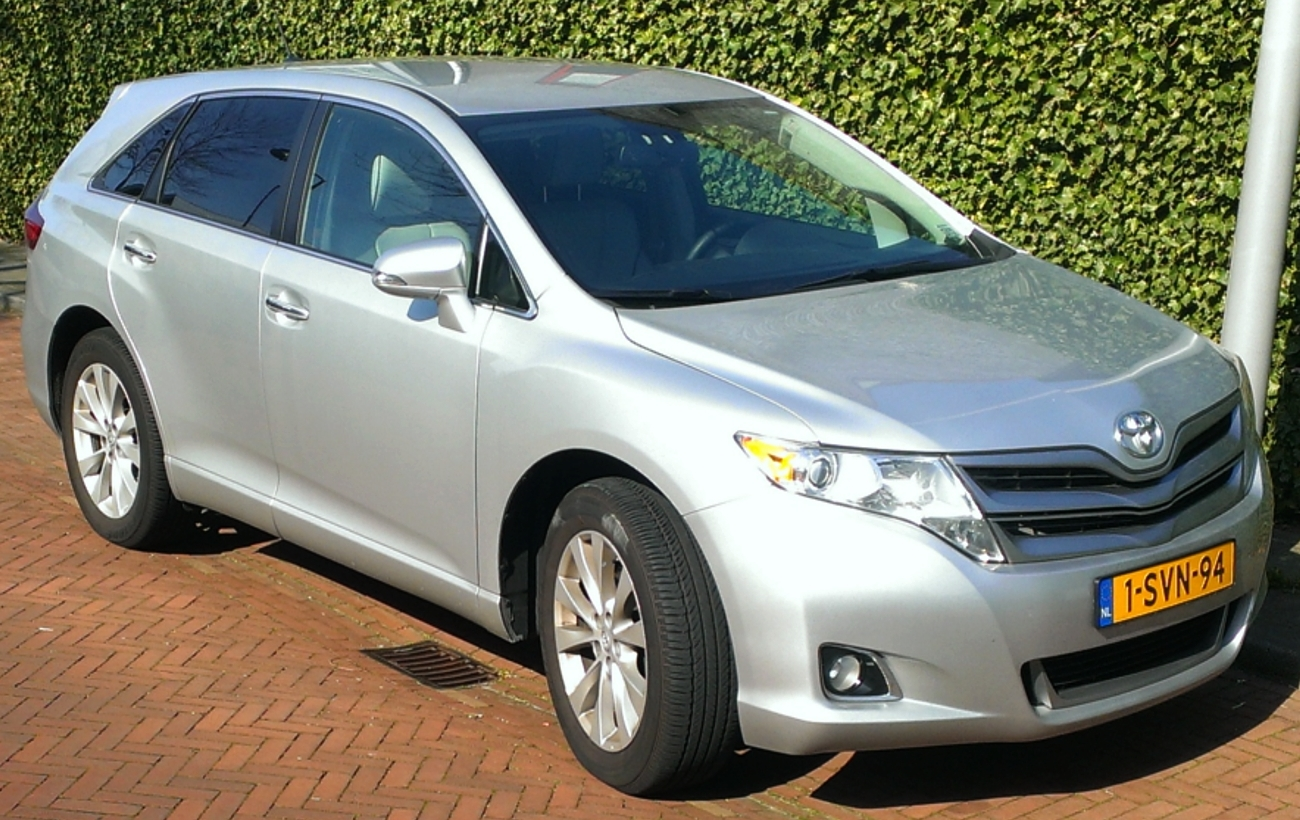
Toyota Venza (з 2012)

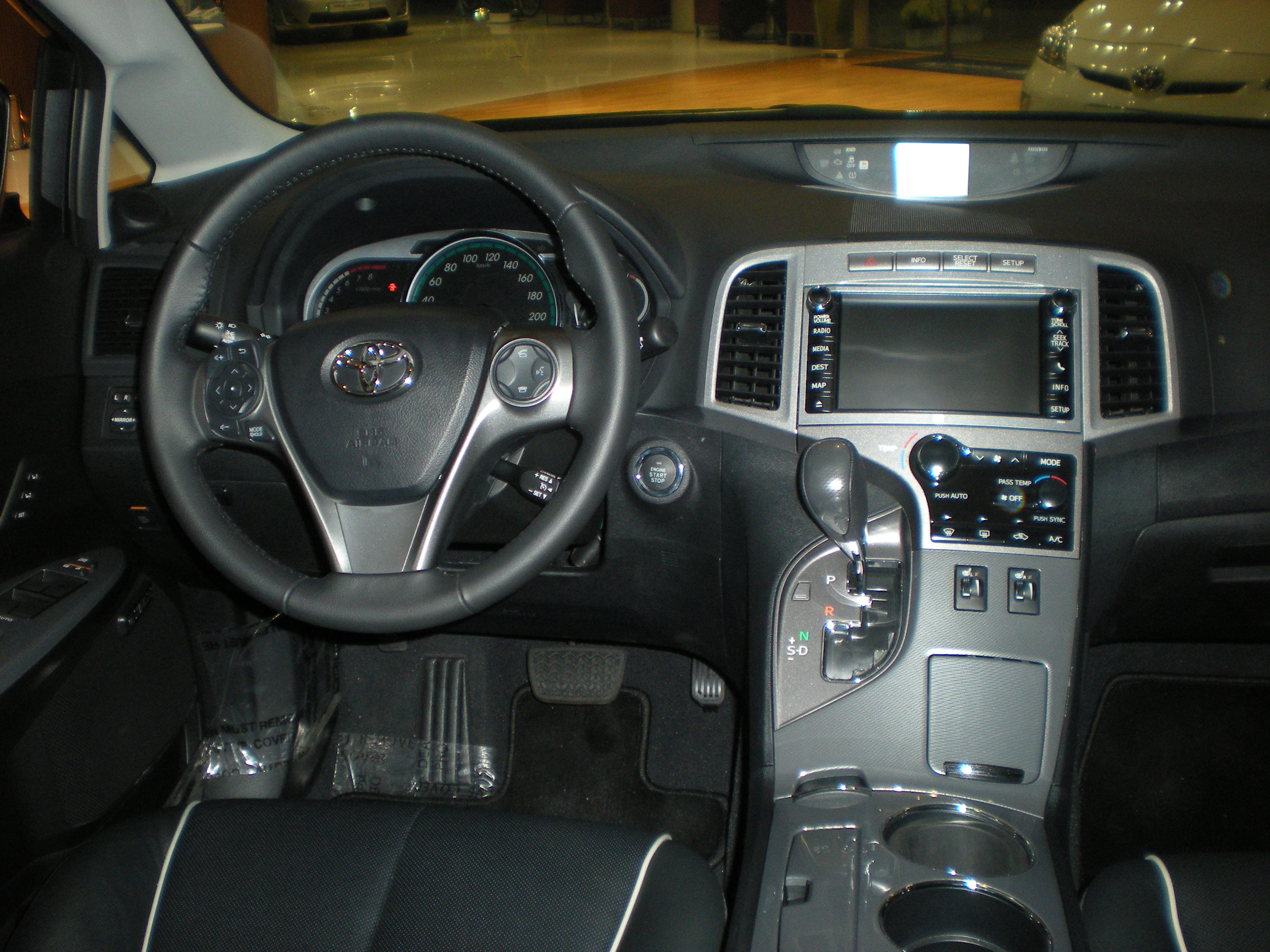
Toyota Venza

Venza була представлена 14 січня 2008 року на Детройтському автосалоні. Автомобіль надійшов у продаж в кінці 2008 року, ціна в США починається з 25 000 доларів.
На думку керівника відділу продажів Toyota Боба Картера, Venza має зайняти унікальну ринкову нішу, так як в цій моделі поєднуються надійність Toyota Camry, комфорт Toyota Avalon і функціональність Toyota Highlander.
На автосалоні в Нью-Йорку 2012 року представлено оновлену Toyota Venza.
Базова комплектація Toyota Venza включає в себе 19- дюймові легкосплавні диски, двозонний автоматичний клімат-контроль, AM / FM / CD програвач з можливістю відтворення MP3 / WMA, камеру заднього виду, 6 динаміків, гніздо для навушників, USB-порт з можливістю підключення IPod і 3.5- дюймовий ЖК-мульти-інформаційний дисплей. Всі пасажирські місця Тойота Венза мають шкіряне покриття. Система безпеки має у своєму складі контроль стабільності автомобіля, контроль тягового зусилля, антиблокувальну систему гальм, електронний розподіл гальмівного зусилля, а також сім подушок безпеки.

### Характеристики
Автомобіль комплектується 3,5-літровим двигуном V6 (268 к.с., 334 Нм) з переднім або повним приводом і новим 2,7-літровим двигуном з 4-ма циліндрами (182 к.с., 247 Нм). Трансмісія одна: 6-ти ступінчаста автоматична. Версія Venza з 3,5-літровим двигуном стала першим серійним автомобілем Toyota, оснащеним 20-дюймовими колісними дисками. Повний привід виконаний за схемою AWD, і при прослизанні передніх коліс частина тяги передається на задню вісь.
| Модель            | Об'єм     | Код двигуна | Циліндри  | Потужність                        | Крутний момент        | Коробка передач | Роки виробництва |
| Бензинові         | Бензинові | Бензинові   | Бензинові | Бензинові                         | Бензинові             | Бензинові       | Бензинові        |
| ----------------- | --------- | ----------- | --------- | --------------------------------- | --------------------- | --------------- | ---------------- |
| 2.7 Р4 DOHC VVT-i | 2672 см³  | 1AR-FE      | Р4        | 182 к.с. (136 кВт) при 5800 об/хв | 247 Нм при 4200 об/хв | 6-ст. АКПП      | з 2009           |
| 3.5 V6 DOHC VVT-i | 3456 см³  | 2GR-FE      | V6        | 272 к.с. (200 кВт) при 6200 об/хв | 334 Нм при 4700 об/хв | 6-ст. АКПП      | з 2008           |

## Друге покоління (XU80; з 2020)

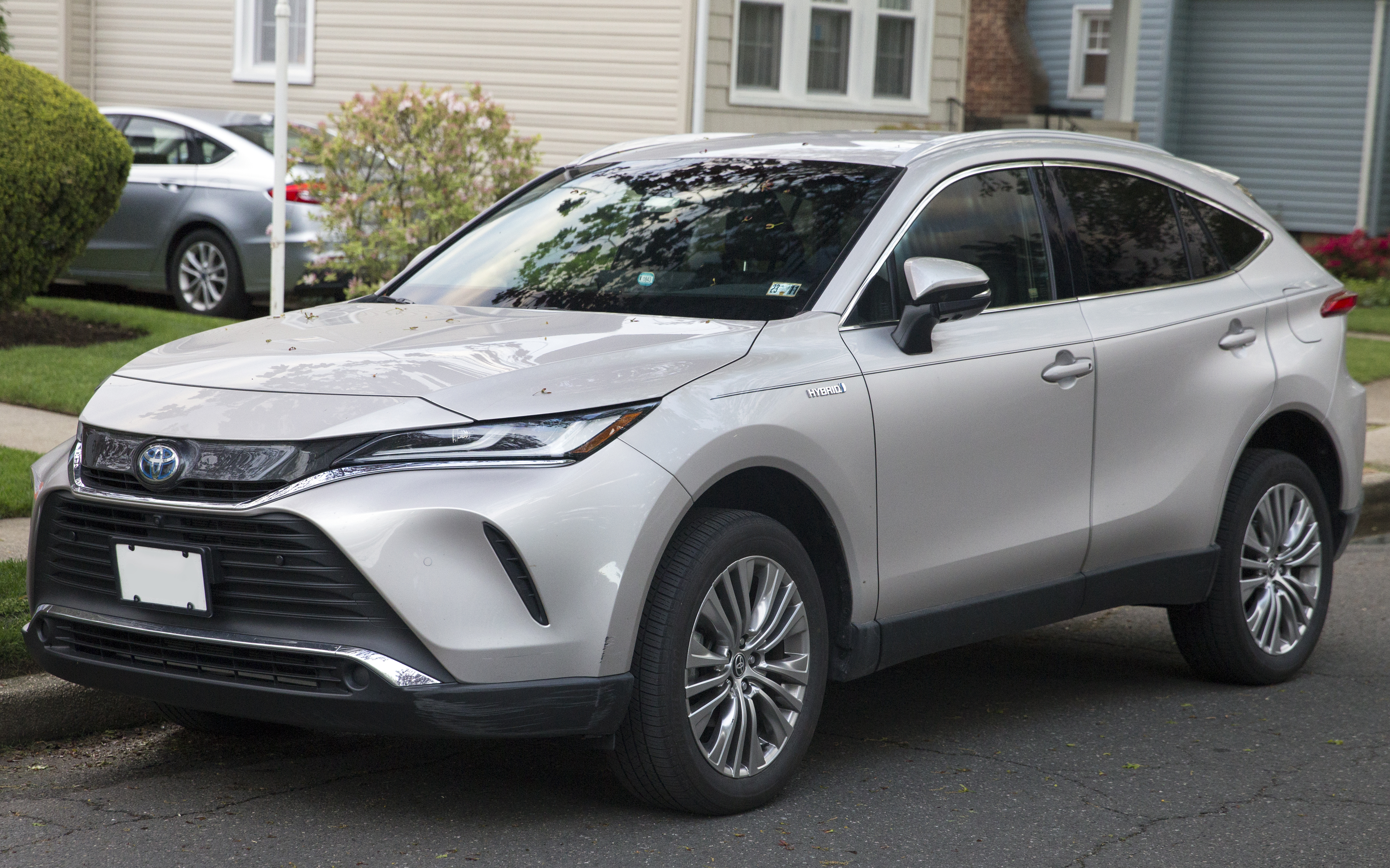
Toyota Venza ІІ

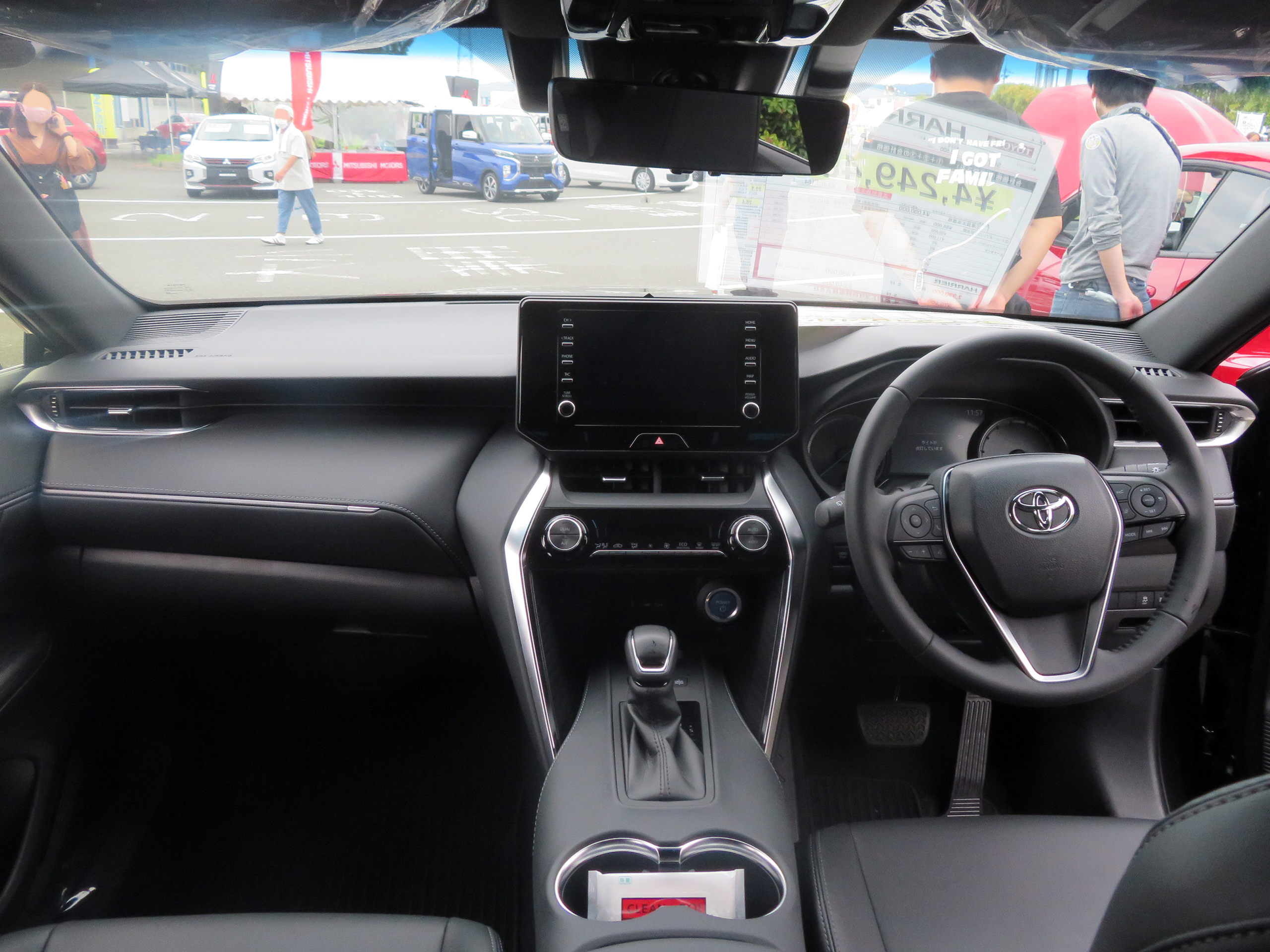
інтер'єр Toyota Venza ІІ

Venza другого покоління випущена як трохи перероблений Toyota Harrier XU80 з японського ринку. Автомобіль мав дебютувати на міжнародному автосалоні в Нью-Йорку 2020 року, але через пандемію COVID-19 вона була представлена в електронному вигляді в Північній Америці 18 травня 2020 року. На відміну від Harrier, Venza буде доступна лише повнопривідною з гібридним силовим агрегатом 2.5 л A25A-FXS, яка пропонує покращені 40 миля/год‑США (6 л/100 км; 48 миля/год‑англ.), щоб спробувати вивести його на найвищий рівень ринку позашляховиків щодо ефективності палива.
Тоді як модель першого покоління вироблялася в США, то модель другого покоління для Північної Америки виробляється в Японії.
Venza другого покоління також продається в Китаї компанією GAC Toyota і випускається на заводі в Гуанчжоу, зі змінами на передній панелі.
Автомобіль збудовано на мудульній платформі TNGA: GA-K, що й Toyota RAV4 (XA50) та Toyota Highlander (XU70).
Під капотом у Toyota Venza 2021 модельного року разом з 2,5-літровим 219-сильним бензиновим двигуном знаходиться автоматична трансмісія та два електромотори. Гібрид розганяється до 100 км/год за 7,5 секунд.
У 2023 році Toyota Venza отримала нову інформаційно-розважальну систему та комплекс функцій безпеки Toyota Safety Sense 2.5. Також з'явилась модель Nightshade Edition, яку відрізняють темні елементи кузова.

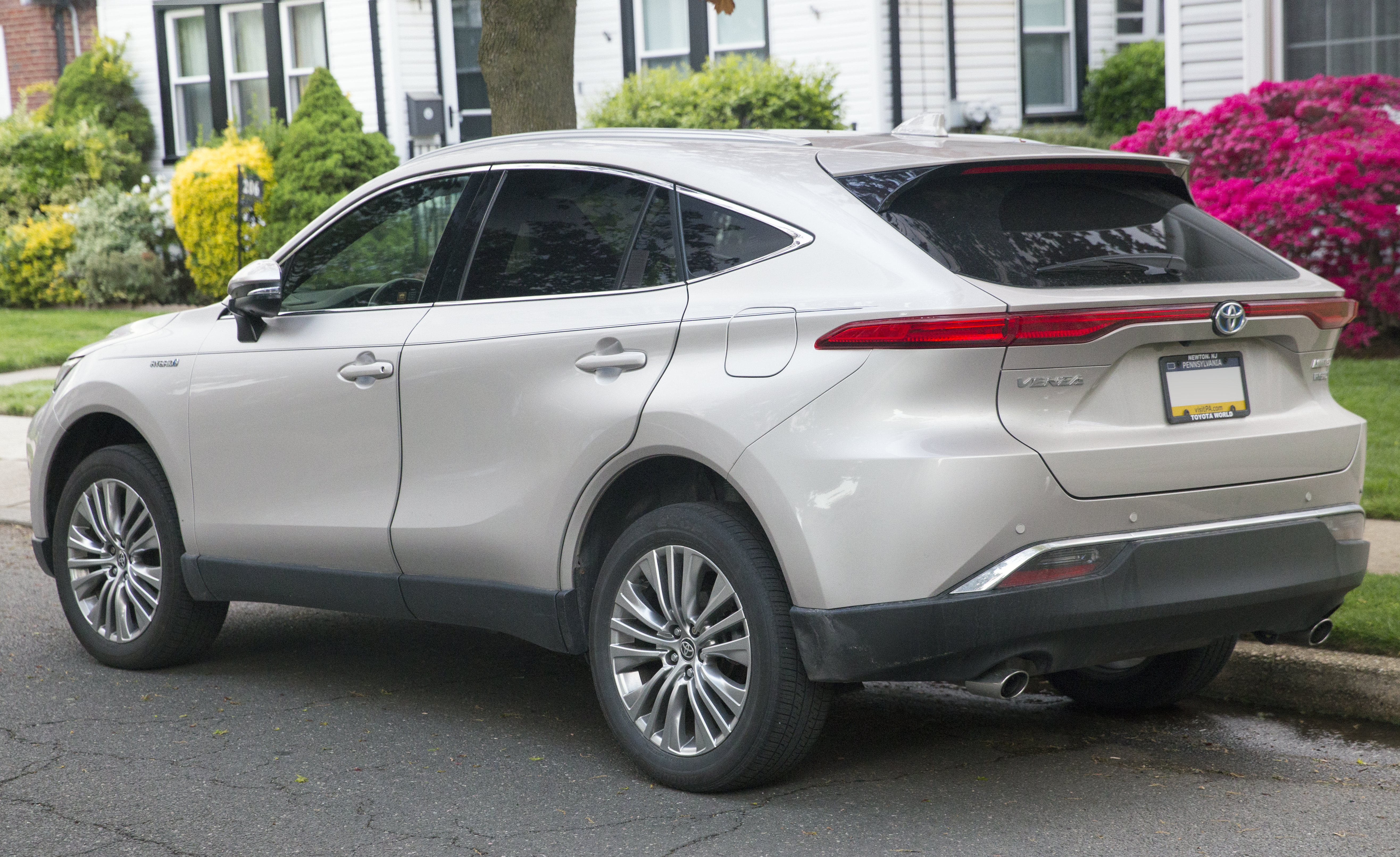
вид ззаду
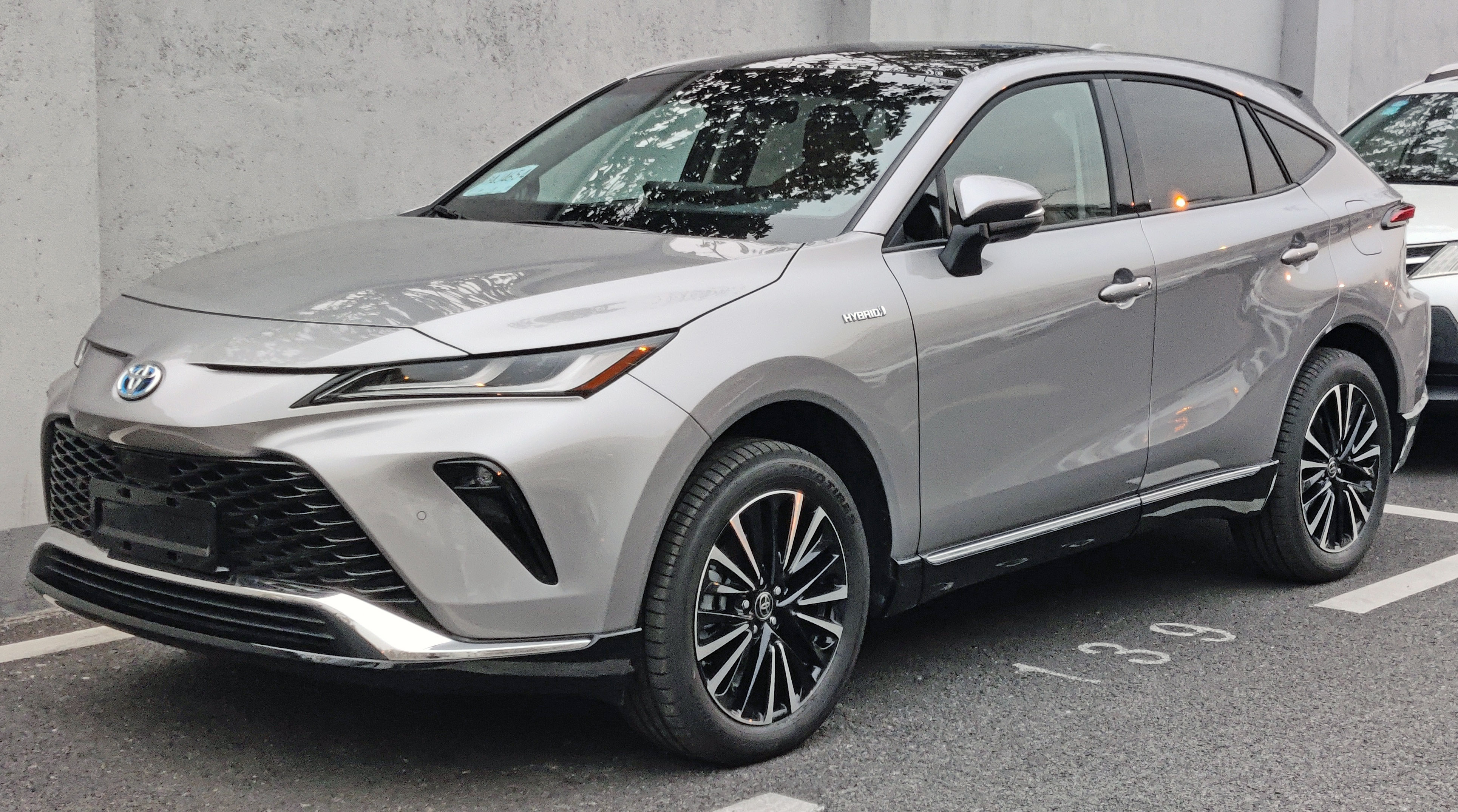
Venza китайського ринку
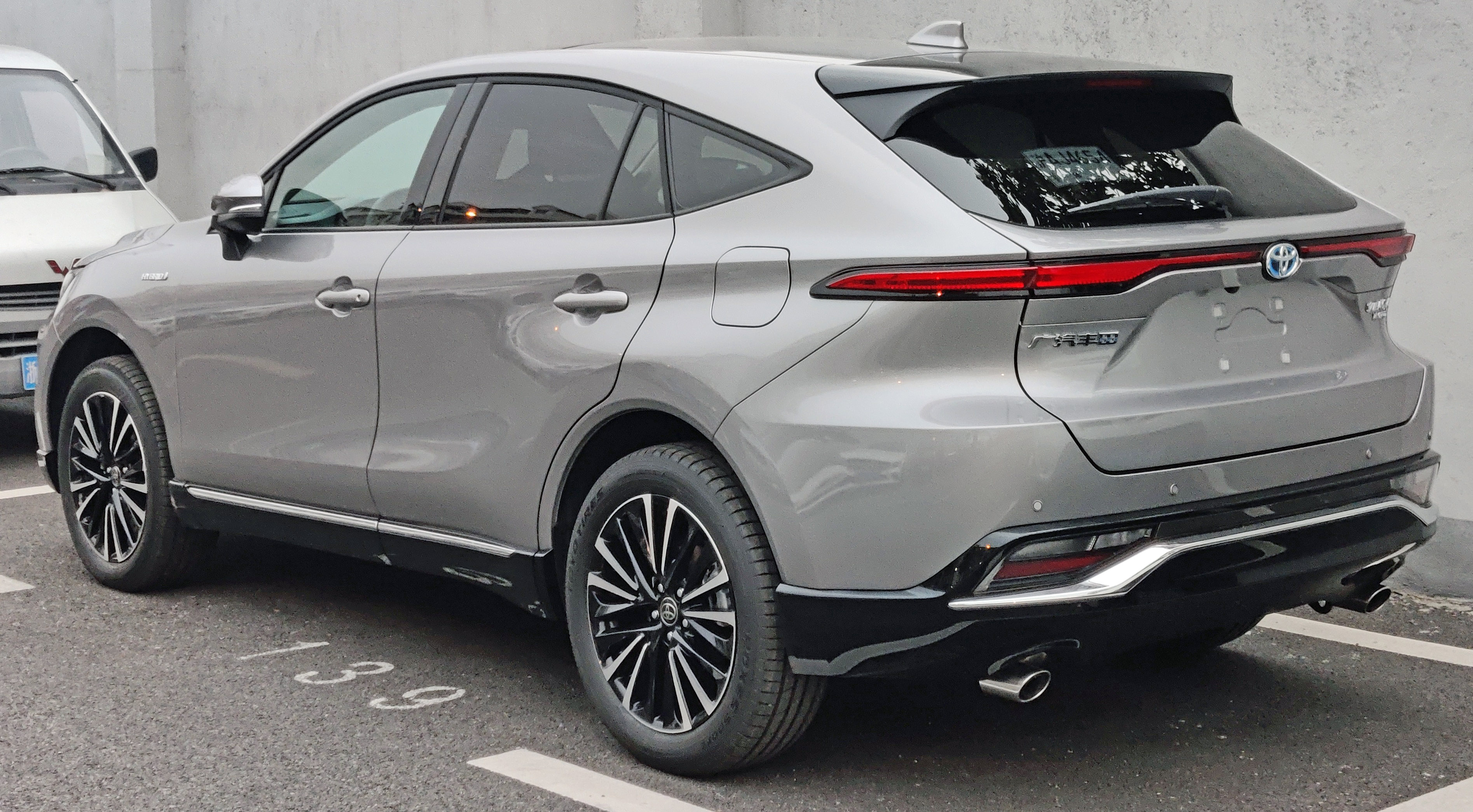
Venza китайського ринку ззаду
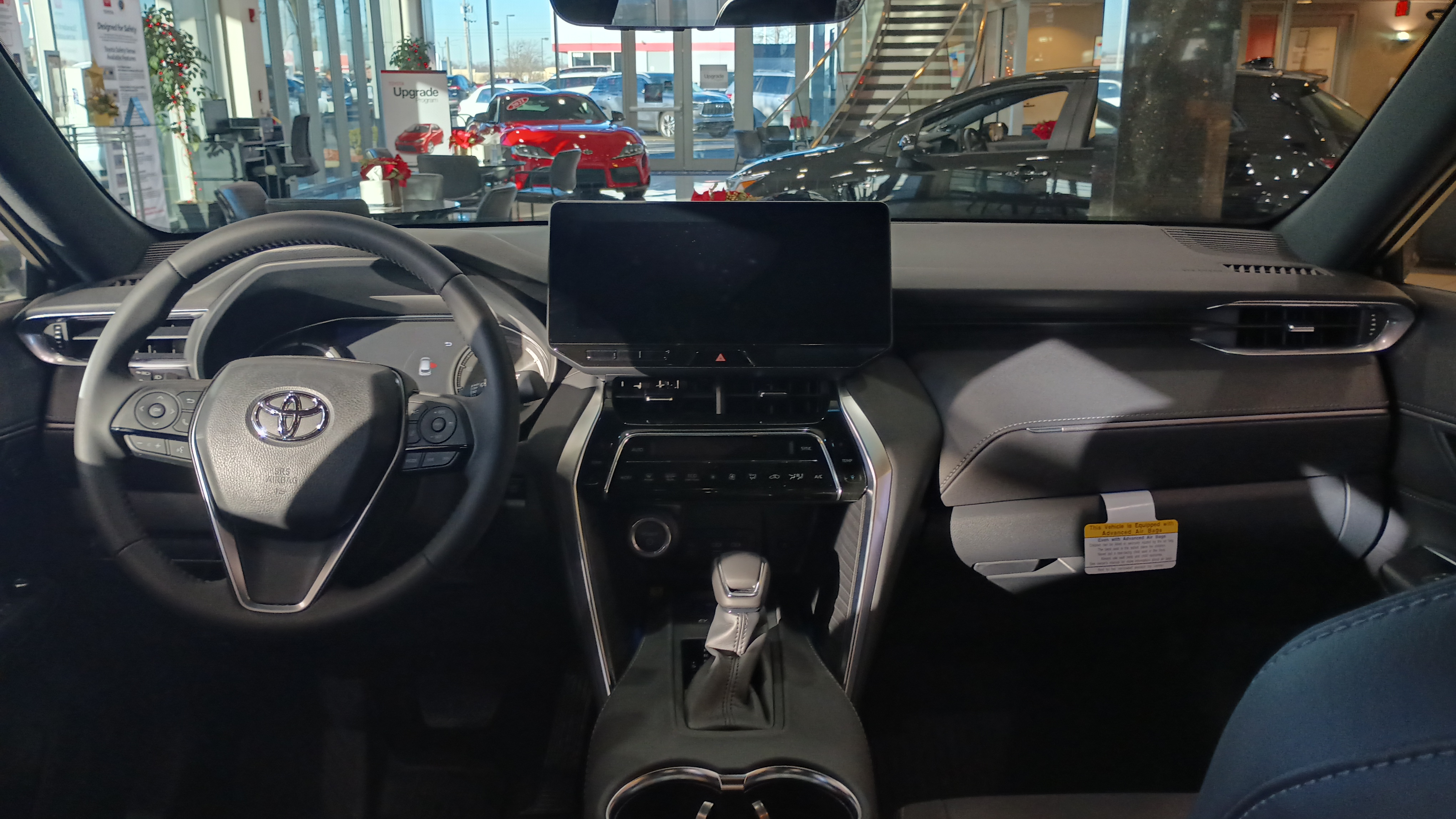
інтер'єр

### Ранні зміни для США
- 2021 рік, для 2022 модельного року: Була оновлена комплектація Limited, з протитуманними фарами для поганих погодних умов.
- 2022 рік, для 2023 модельного року: для моделі XLE додано пакет Nightshade, колір екстер'єру Wind Chill Pearl (замінив Blizzard Pearl), комплектація Limited отримала 12,3-дюймову повністю цифрову панель приладів і має чотири режими водіння[9].

### Припинення для США
Тойоту Venza було припинено постачати в Північну Америку наприкінці 2024 модельного року, після чого її замінила Crown Signia.

### Двигуни
Бензиновий:
- 2.0 L M20C-FKS I4 (Китай)

hybrid:
- 2.5 L A25A-FXS I4 178 к.с. 221 Нм сумарно 225 к.с. (AXUH85)
- 2.5 L A25D-FXS I4 (Китай)

## Продажі
| Рік  | США    | Канада |
| ---- | ------ | ------ |
| 2008 | 1,474  |        |
| 2009 | 54,410 | 12,375 |
| 2010 | 47,321 | 12,468 |
| 2011 | 38,904 | 13,159 |
| 2012 | 43,095 | 11,294 |
| 2013 | 35,846 | 9,167  |
| 2014 | 29,991 |        |
| 2015 | 21,351 |        |
| 2016 | 589    |        |
| 2017 | 14     |        |